# Union sociale-libérale
L'Union sociale-libérale (en roumain : Uniunea Social-Liberală, USL) a été une alliance électorale roumaine réunissant le Parti social-démocrate (PSD) et une alliance de centre-droit composée du Parti national libéral (PNL) et du Parti conservateur (PC), créée en février 2011 et dissoute en février 2014. Elle est dirigée par Victor Ponta et Crin Antonescu. 
Les partis membres conservent des groupes parlementaires propres. La coalition se fissure, d'abord avec la lutte entre Antonescu, le chef du PNL et candidat de l'USL pour l'élection présidentielle de 2014, et le PSD qui souhaite présenter son propre candidat, ensuite avec des divergences politiques sur la loi d'amnistie de certaines affaires de corruption ainsi que sur des questions fiscales,.
En février 2014, le Parti national-libéral quitte le gouvernement Ponta, après le refus de la nomination d'un de ses membres, Klaus Iohannis au poste de ministre de l'Intérieur.